# Omni (Miami)
Omni, a volte indicato come Media and Entertainment District, è un quartiere residenziale di Miami, nella Contea di Miami-Dade della Florida, negli Stati Uniti d'America. L'area della zona è di 2 km2 e la popolazione nel 2011 di 11.033 abitanti.

## Geografia
Rappresenta la parte settentrionale di Downtown Miami e si trova a sud di Edgewater. È grossolanamente limitato a nord dalla North 24th Street, a sud dalla Interstate 395, ad ovest dalla Florida East Coast Railway e dalla East Second Avenue, mentre ad est si affaccia sulla Baia di Biscayne.
Omni è un quartiere urbano residenziale, con molti grattacieli, ma anche con molti edifici storici di dimensioni più modeste.

## Storia
Dagli anni 1920 agli anni 1950, l'area di Omni era un'area commerciale con molti grandi magazzini lungo Biscayne Boulevard, come Sears (successivamente diventato Burdines) e Shrine Building (che si trova tra NE 14th Street e Biscayne Blvd), costruiti dalla Biscayne Boulevard Company in stile Art déco. Nel 1956 fu costruito Jordan Marsh (tra NE 15th Street e Biscayne Blvd).

Nel 1977 venne aperto l'Omni International Mall che dà il nome al quartiere, che rimpiazzò molti dei negozi lungo le strade con un centro commerciale. Negli anni 1990, però, il centro commerciale iniziò a decadere e nel 1991 chiuse Jordan Marsh, seguito da JC Penney nel 1999 e dal mall nel 2000. Nel 2007 l'area venne riconvertita ad uffici. Attualmente ospita pochi uffici ed il Miami International University of Art and Design; è anche la sede della Camera di Commercio.

Negli anni 2000, la costruzione di alcuni grattacieli ad uso residenziale ha rivitalizzato la zona dal degrado urbano.

## Monumenti e luoghi d'interesse

### Architetture religiose
- City of Miami Cemetery

### Architetture civili
- Miami Herald
- The Grand Doubletree
- Sea Isle Marina
- Opera Tower

Omni storica
Sebbene sia uno dei quartieri più antichi di Miami, rimangono pochi edifici storici ad Omni, tra i quali:
- Historic Miami Women's Club, built in 1926
- First Church of Christ, Scientist, 1925
- Trinity Episcopal Cathedral, 1925
- Sears Department Store Tower at the Arsht Center, 1929
- City of Miami Cemetery, il primo cimitero di Miami, aperto nel 1897
- Fire Station No. 2, 1926

### Aree naturali
- Margaret Pace Park
- Biscayne Skate Park
- Bicentennial Park

### Zone commerciali
- Omni International Mall

## Società
Nel 2009 la popolazione del Media and Entertainment District era di 5.790 persone su di un'area di 2 km2, con una densità di 7,316 persone per miglia quadrate.
Secondo i dati del 2009, la percentuale di persone che non parla correntemente inglese è del 20,2%. La percentuale dei residenti nati in Florida era del 16,8%, quella della popolazione nata in altri stati USA del 29,6%, la percentuale dei residenti nati all'estero del 5,5% e la percentuale di stranieri del 48,2%.

## Cultura

### Scuole
- Miami-Dade County Public Schools
- Miami International University of Art and Design, private college
- Aspira of Florida Charter School, public charter school

### Teatri
- Adrienne Arsht Center for the Performing Arts

### Eventi
- Miami International Boat Show

## Infrastrutture e trasporti

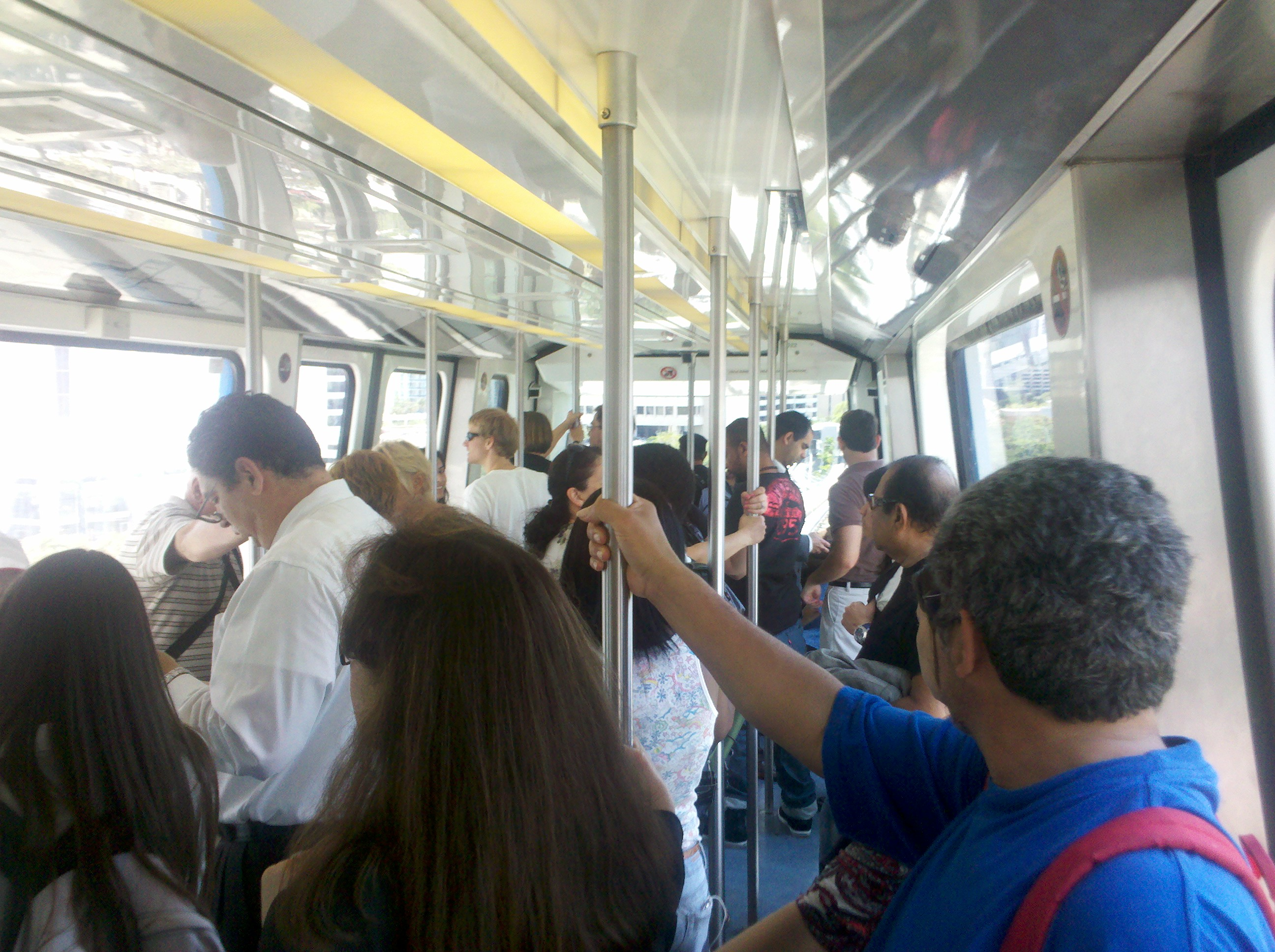
Metromover.

Omni è sevita dall'Omni Loop del Metromover, che dalla stazione di Government Center permette di accedere alla Metrorail.
Ci sono due stazioni Metromover ad Omni:
- School Board Station: 50 NE 15th Street;
- Adrienne Arsht Center: 1455 Biscayne Boulevard.

Nei pressi della fermata Metromover all'Arsht Center si trova anche un'importante stazione di autobus.
Recentemente è stata lanciata un'iniziativa per promuovere l'uso della bicicletta, tramite corsie riservate e parcheggi. Tra le arterie principalmente frequentate dalle biciclette ci sono Venetian Causeway e Rickenbacker Causeway.

## Galleria d'immagini

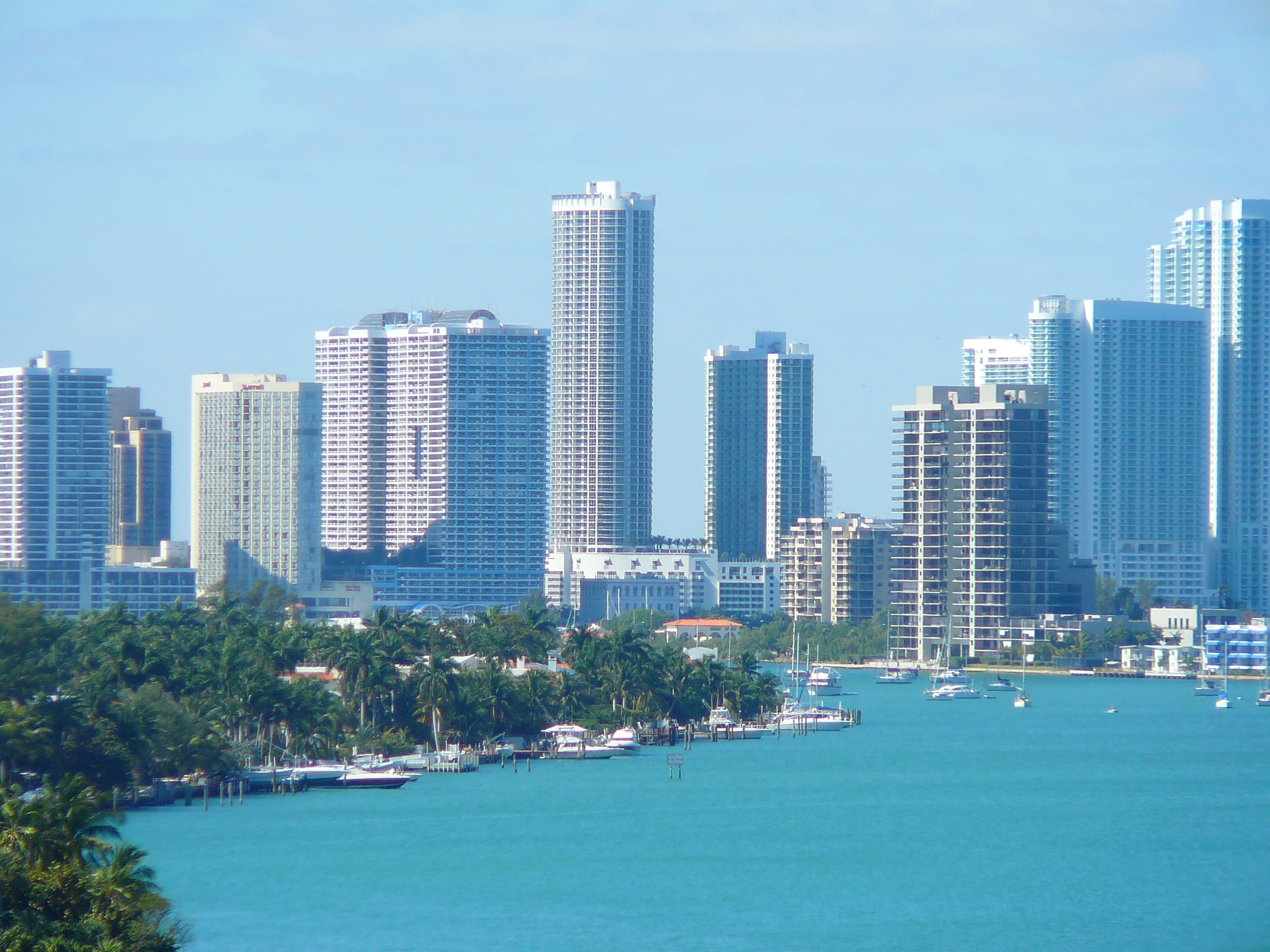
Panorama di Omni dalla Baia di Biscayne Bay
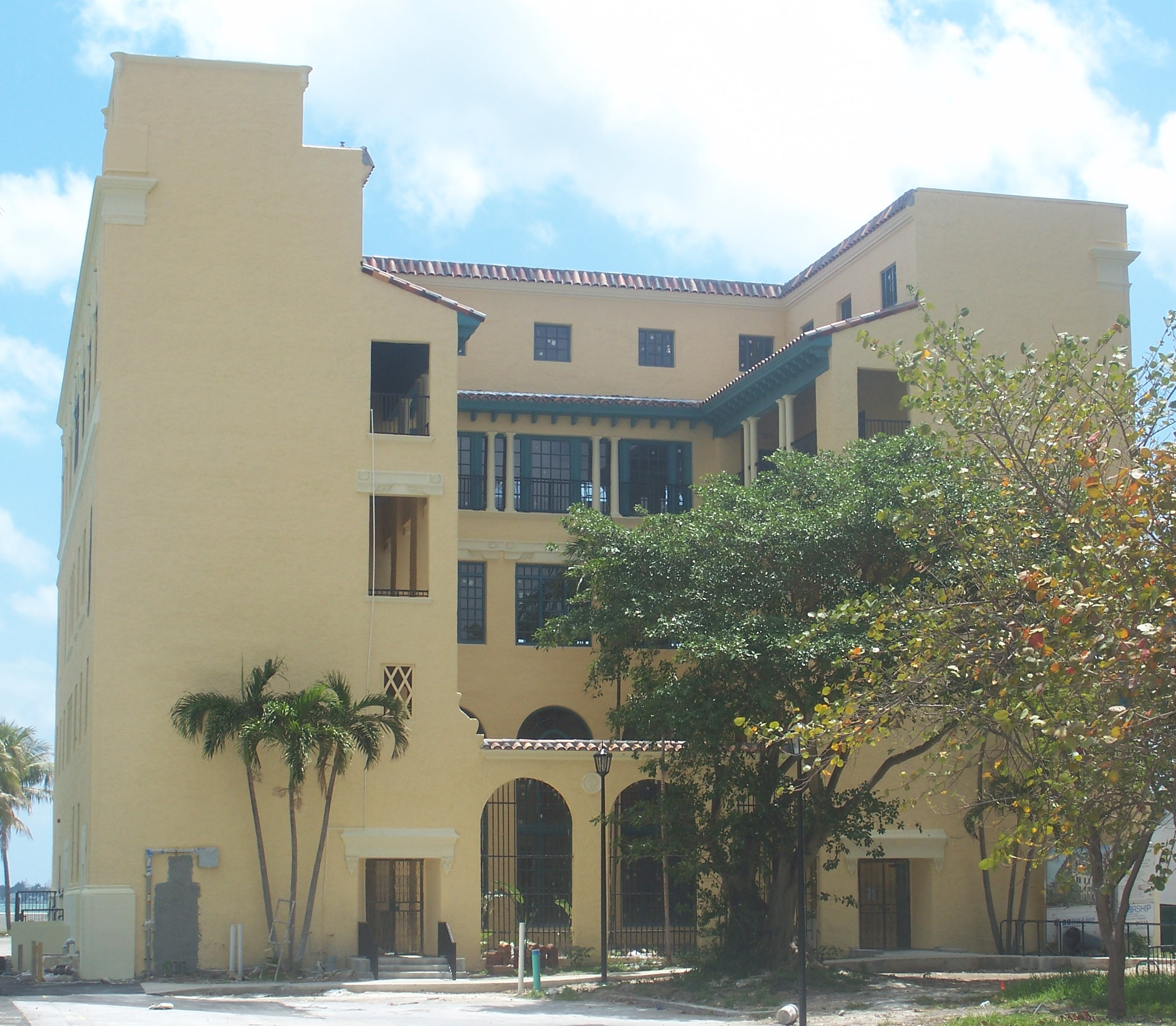
Miami Women's Club, costruito nel 1926
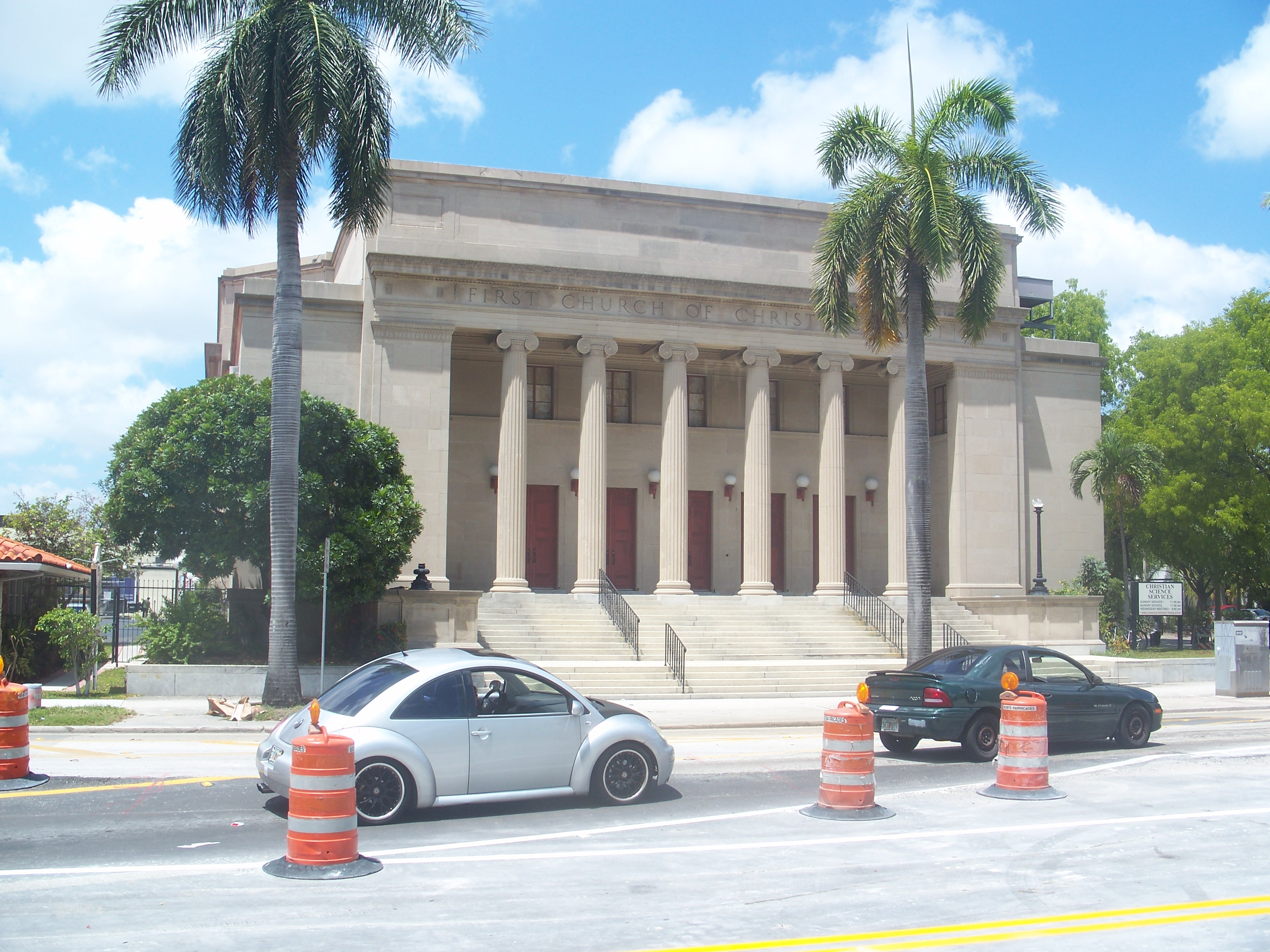
First Church of Christ, 1925
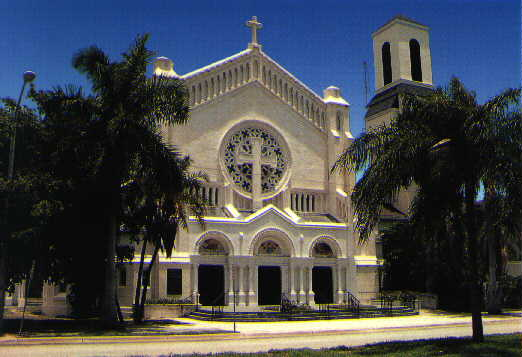
Trinity Episcopal Cathedral, 1925
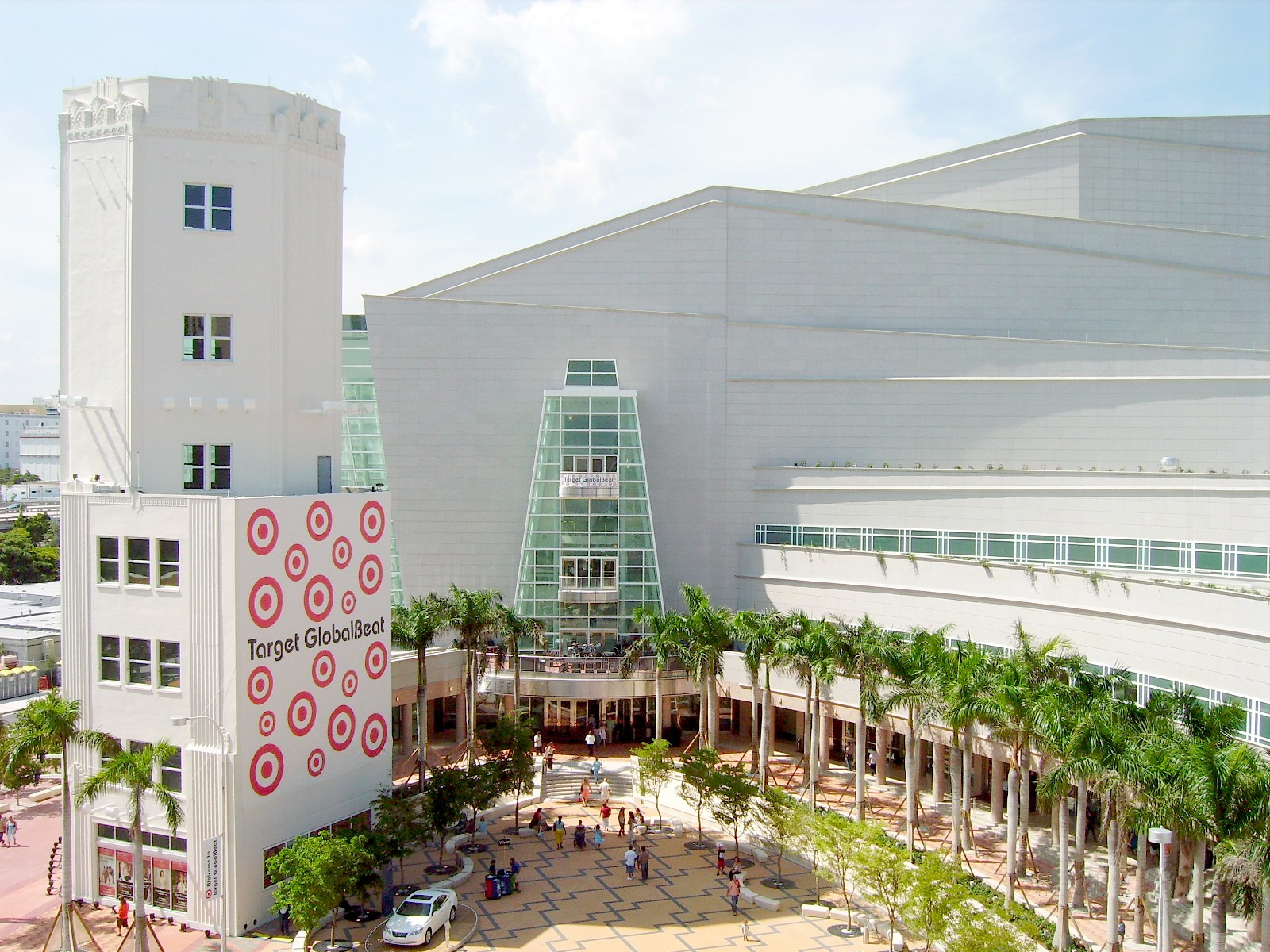
Torre del Sears Department Store presso l'Arsht Center, 1929
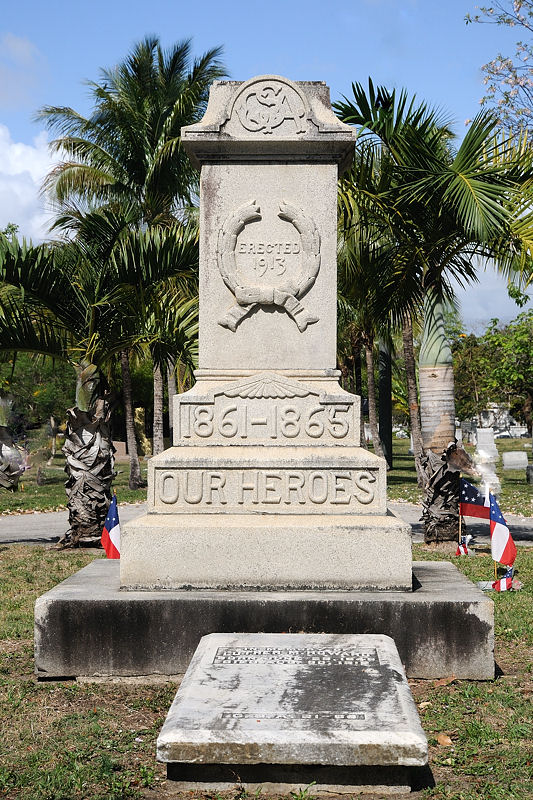
Cimitero di Miami, 1897
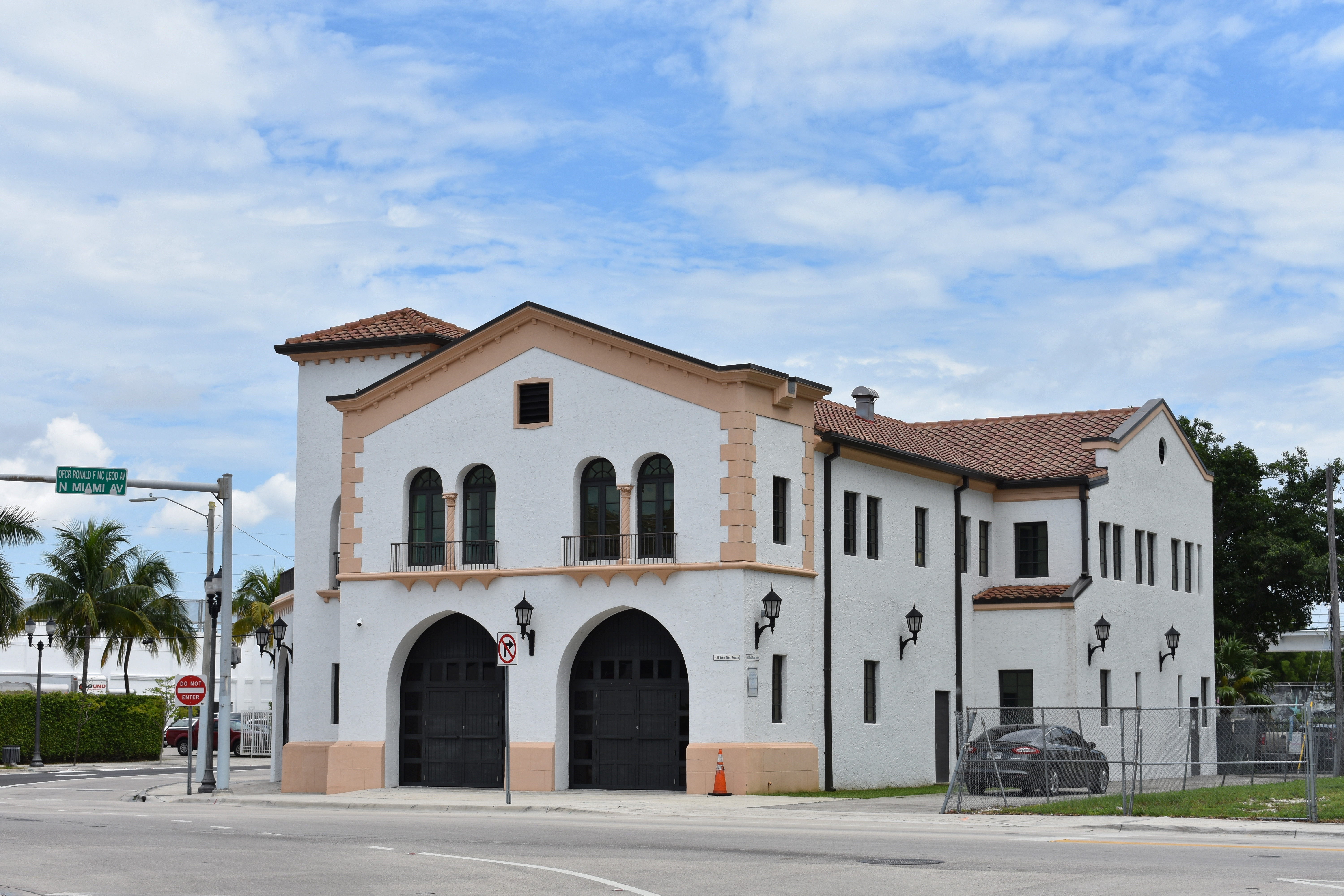
Fire Station No. 2, 1926
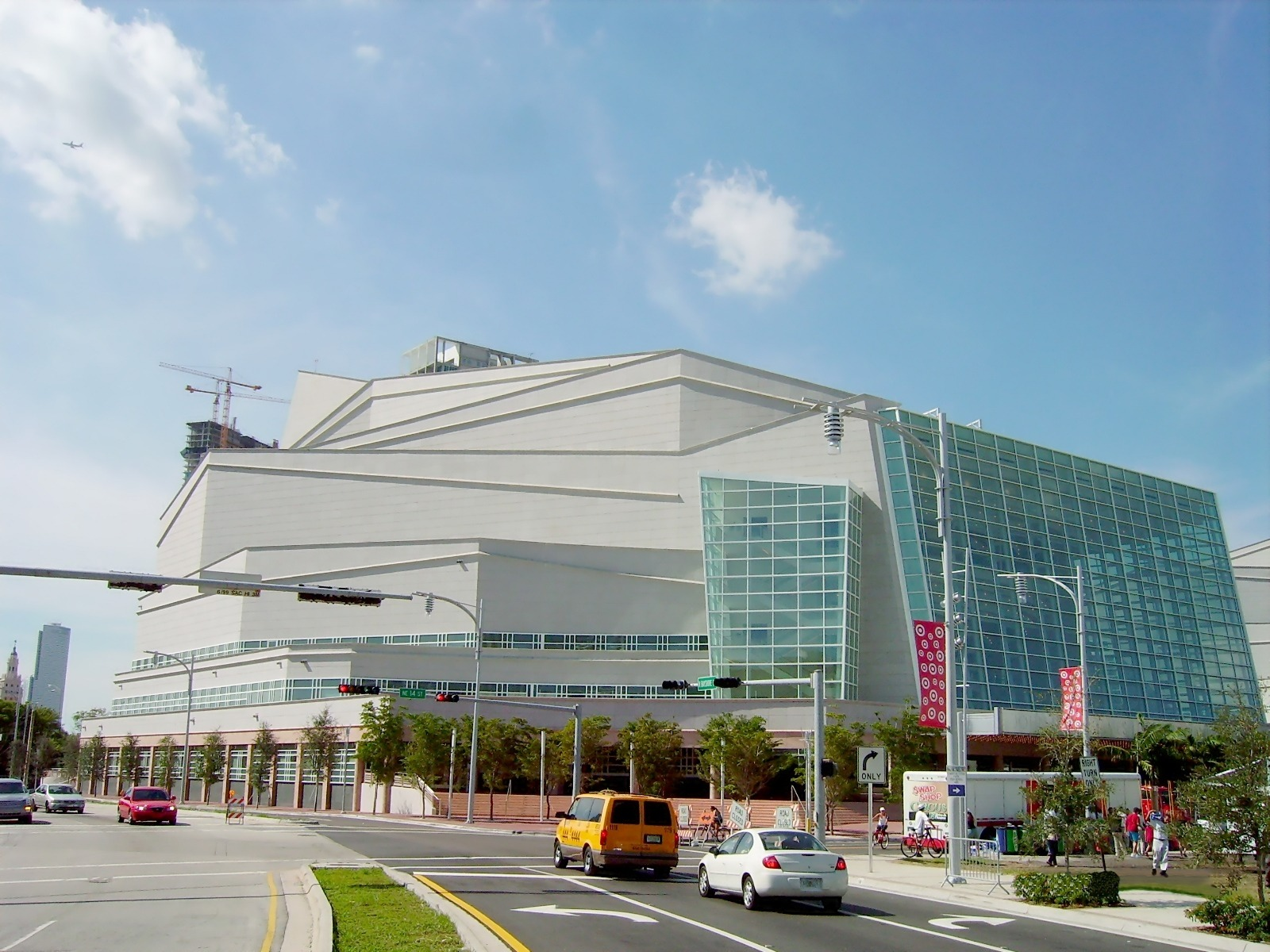
Knight Concert Hall
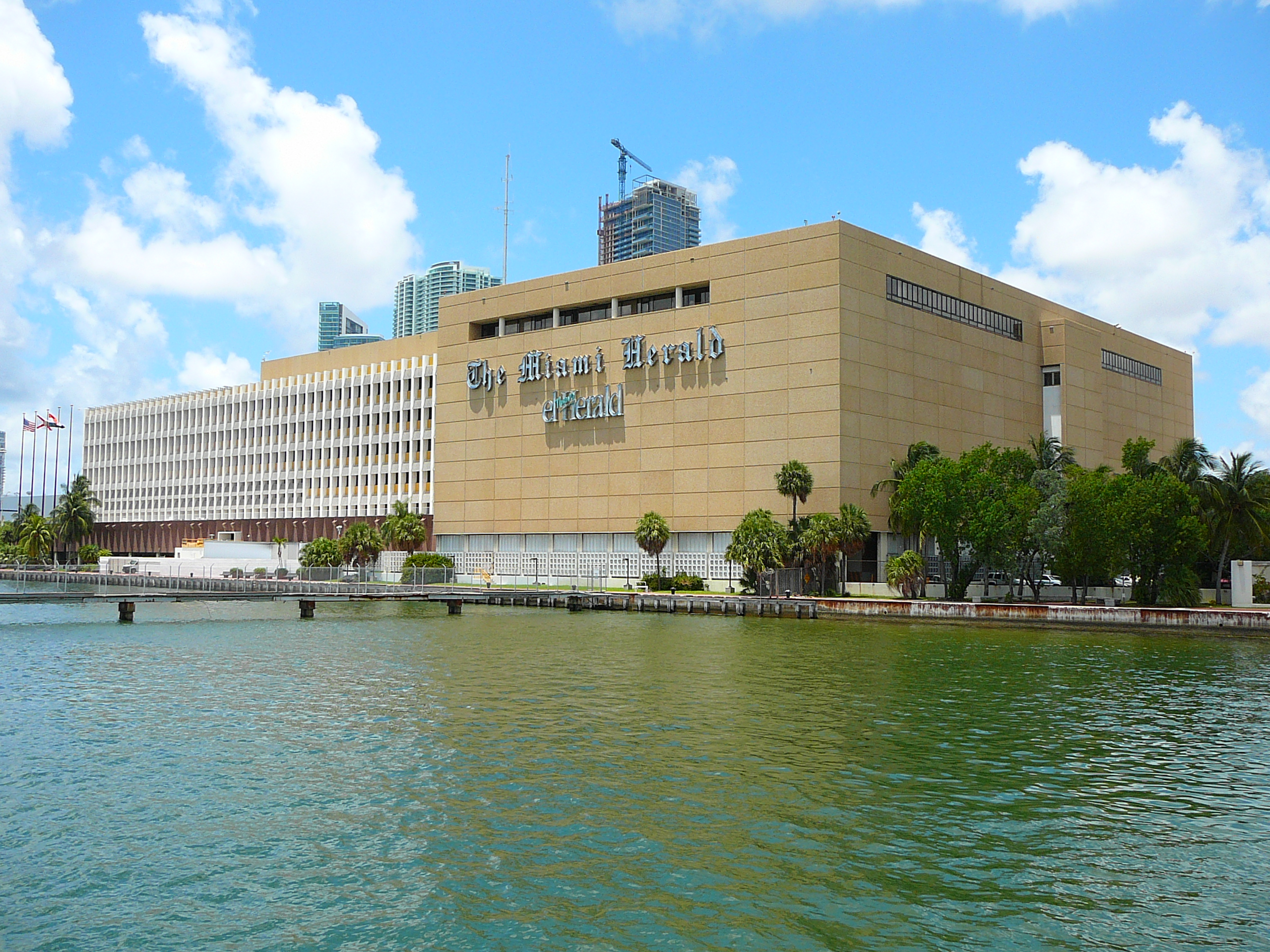
Sede del Miami Herald
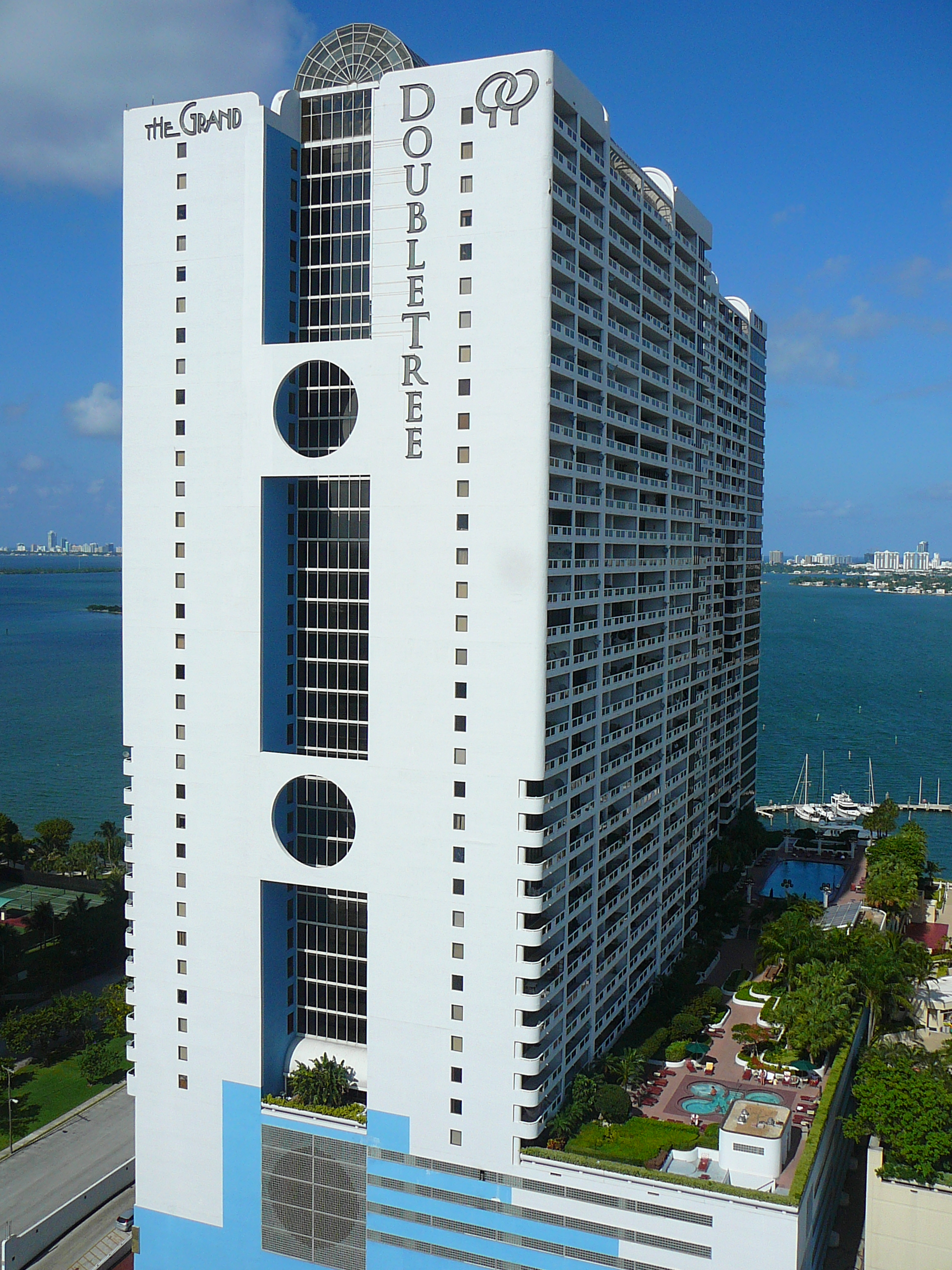
Grand Doubletree
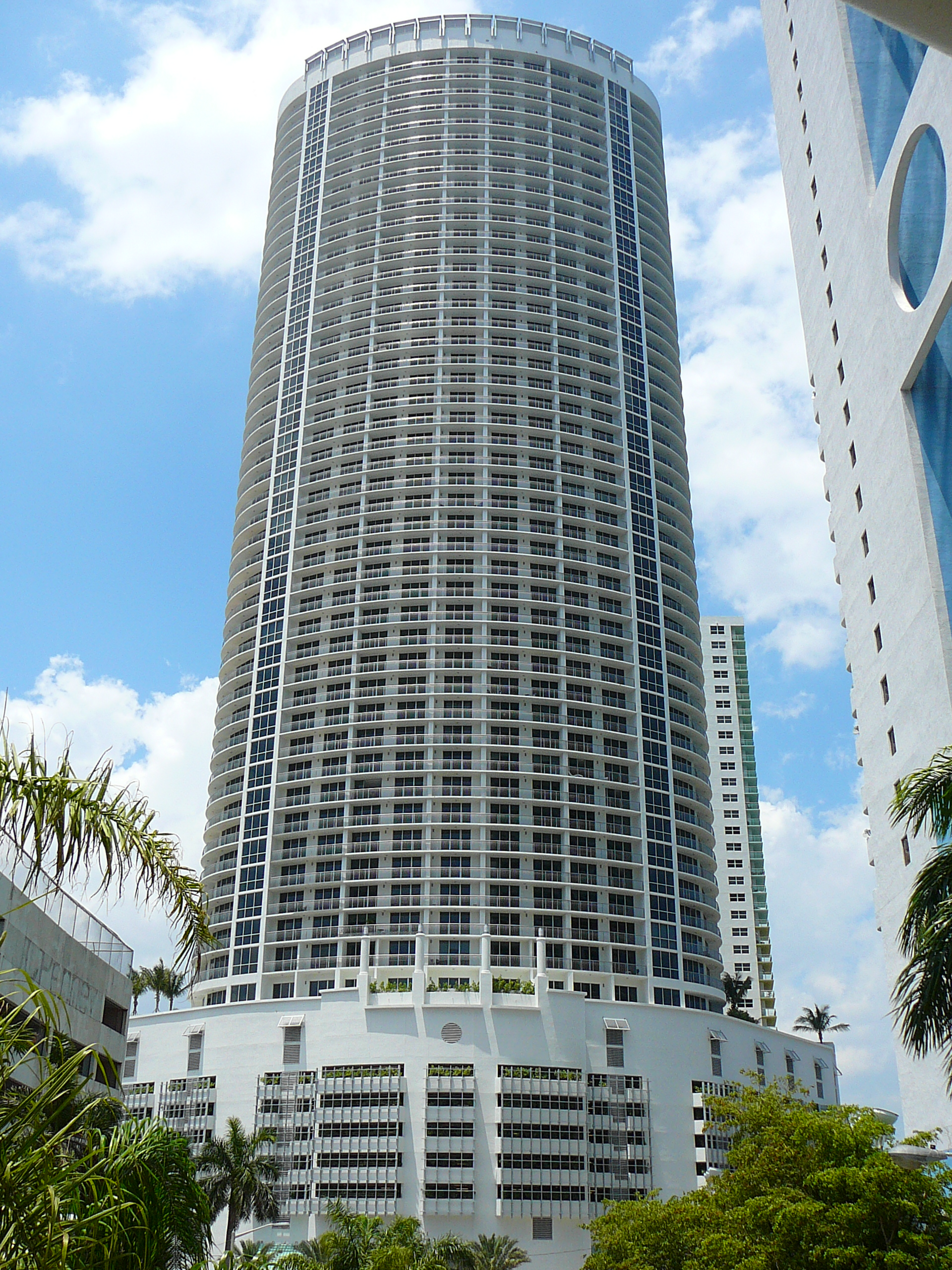
Opera Tower
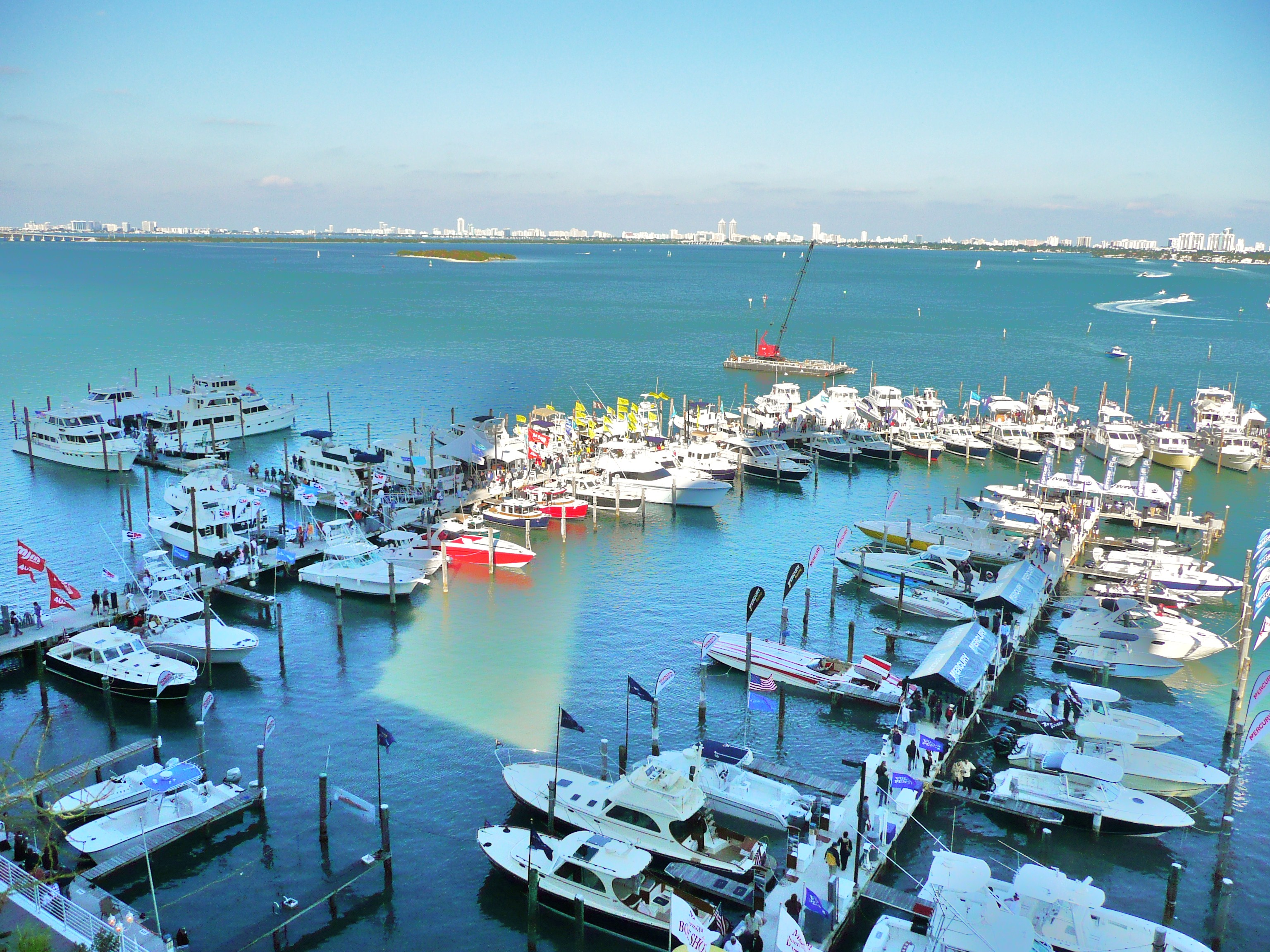
Sea Isle Marina durante il Miami International Boat Show del 2010
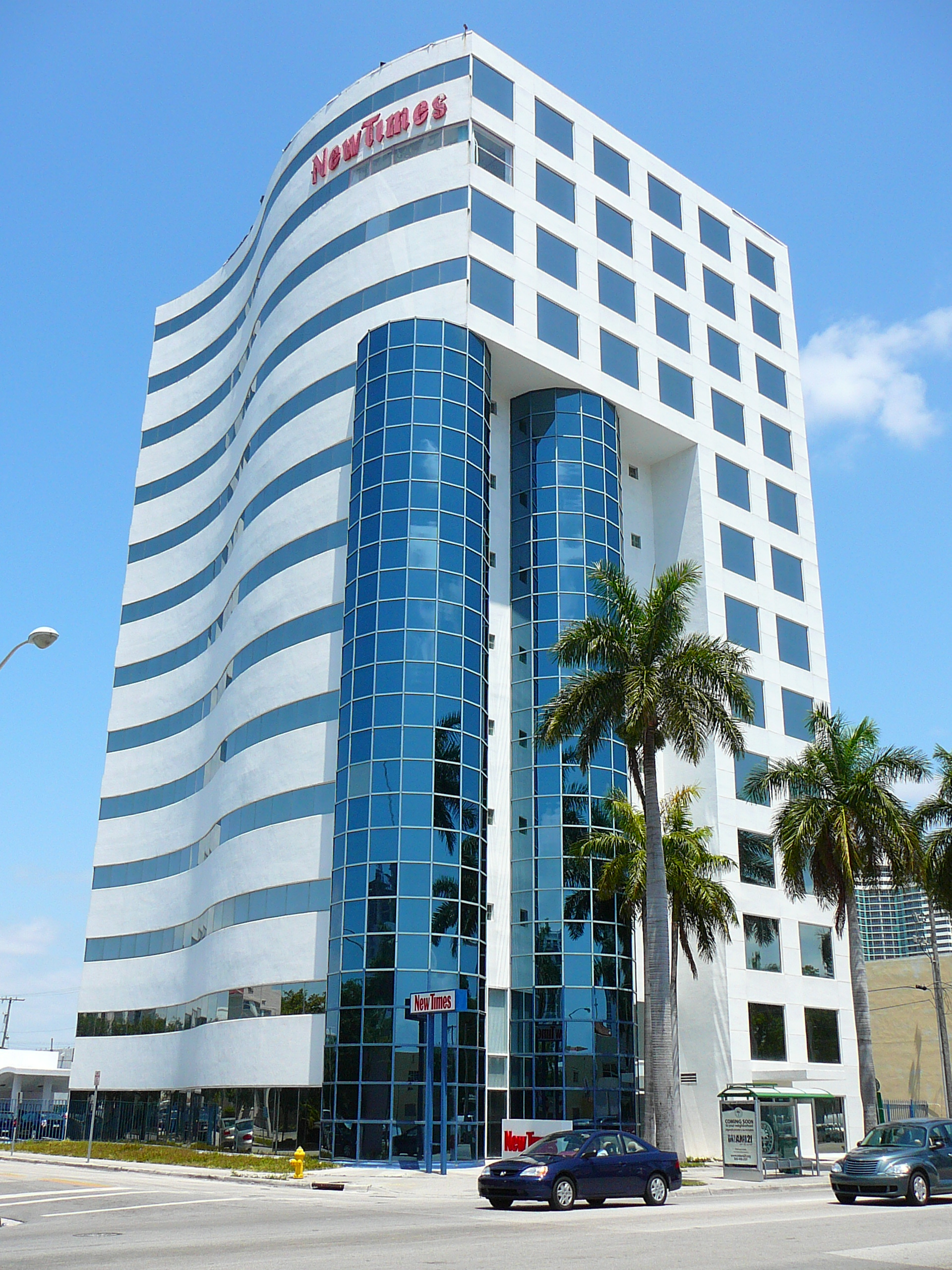
Sede del Miami New Times
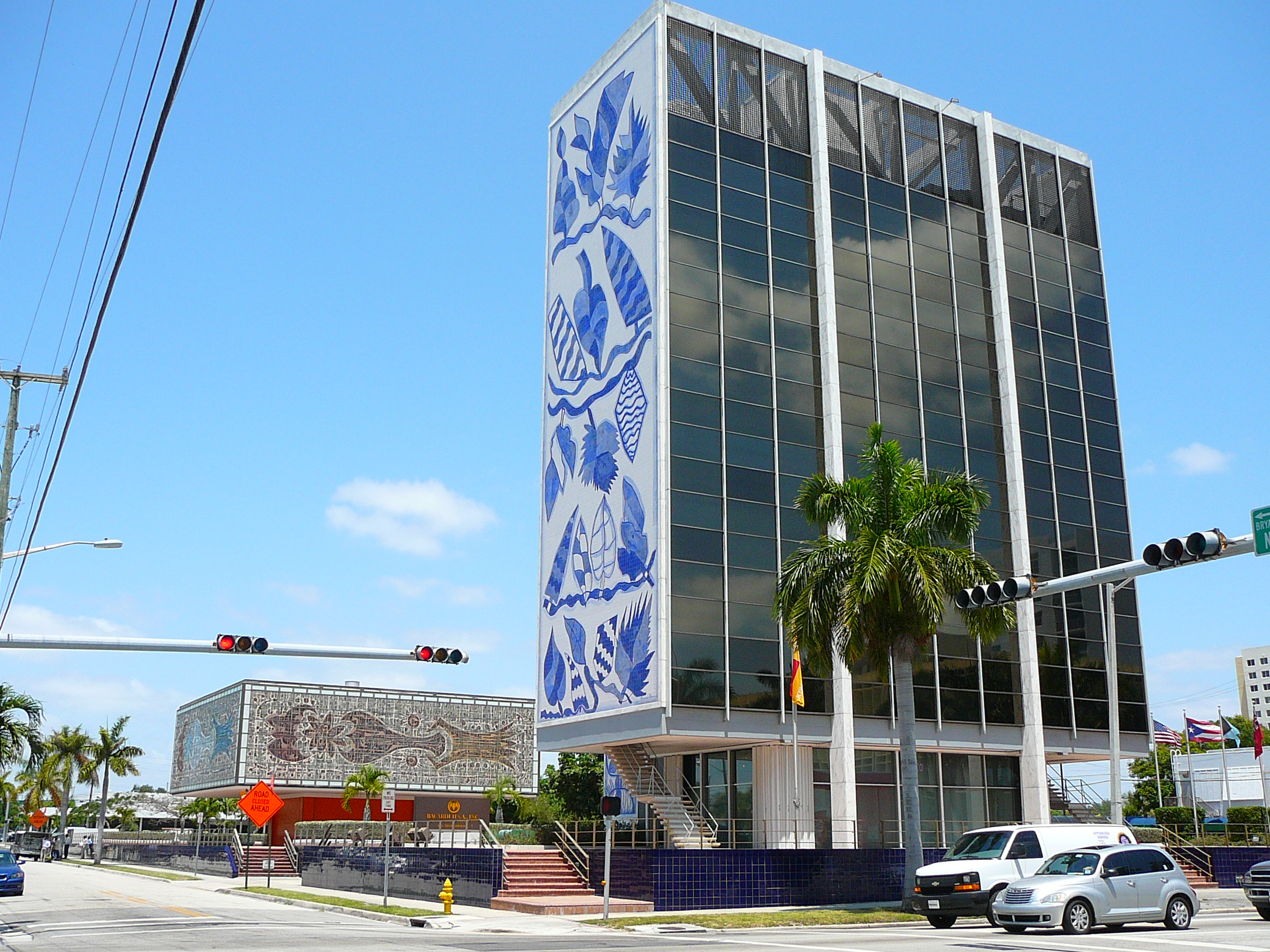
Bacardi Building